# Романиця Михайло Юрійович
Романиця Михайло Юрійович («Артур», «Буревій», «Улас»; 22 вересня 1920, с. Тишківці Городенківського р-ну Івано-Франківської обл. — 10 травня 1948, с. Верхній Вербіж Коломийського р-ну Івано-Франківської обл.) — лицар Бронзового хреста бойової заслуги УПА.

## Життєпис
Член ОУН із 1938 р. В УНС з 1943 р. Військовий вишкіл пройшов у курені УНС ім. Коновальця «Чорні чорти» (1943). Командир чоти сотні «Дністер» куреня «Гуцульський» ТВ-21 «Гуцульщина» (1944—1947). Керівник Коломийського районного (1947), організаційний референт Коломийського надрайонного (1947-05.1948) проводів ОУН. Загинув у сутичці з опергрупою Печеніжинського РВ МДБ. Булавний (?), старший булавний (?), хорунжий (12.06.1948) УПА; відзначений Бронзовим хрестом бойової заслуги (1.02.1945).